# Torre Rinalda
Torre Rinalda è una località balneare salentina, frazione di Lecce.
La località prende il nome dall'omonima torre cinquecentesca fatta costruire dagli spagnoli per difendere il Salento dagli attacchi dei pirati saraceni. A poca distanza da Torre Rinalda, nell'entroterra, si trova l'abbazia di Santa Maria delle Cerrate.

## La torre
L'antica torre di avvistamento, oggi ridotta ad un rudere, presenta una struttura troncopiramidale a base quadrata. Venne innalzata intorno al XVI secolo utilizzando blocchi di carparo regolari. Nonostante il pessimo stato di conservazione sono ancora visibili due finestrelle che fungevano anche da feritoie, poste rispettivamente sul lato che guarda il mare e sul lato nord. Si intravede ancora una parte della volta a botte ormai quasi completamente crollata.
Presenta una leggera scarpatura. La parte superiore è completamente distrutta.
Considerando che è stata costruita nello stesso periodo di molte altre che furono erette nella zona, con lo stesso metodo, si può affermare: che era divisa in due piani da un toro marcapiano e che avesse dodici caditoie, tre per lato, e nella parte superiore le batterie in barbetta.